# Дністрик-Дубовий
Дністрик-Дубовий  (пол. Dniestrzyk Dębowy)— село в Україні, у Самбірському районі Львівської області. Ці землі з 1431 року належали графу Ванчі Волоху. Родове гніздо стародавнього шляхетського роду Дністрянських гербу Сас. Населення становило 442 особи у 2020 році. Орган місцевого самоврядування Турківська міська рада.  

## Географія
Селом тече потік Дністрик Дубовий.

## Церква
Дерев'яний храм Собору Пресвятої Богородиці (Найсвятішого Серця Ісуса) зведений на пагорбі посеред села у 1920 році. У 1930-х поруч з церквою був жіночий монастир. Церква хрещата у плані, зведена з дерева на мурованому фундаменті.
- 1880—506 (греко-католиків 417, католиків 57)[2].
- 1921—560 мешканців.
- 1989—458 (212 чол., 246 жін.)[3]
- 2001—451[4].

## Мікротопоніми
1.1 Мікротопоніми, що стосуються відомостей населеного пункту
а) частини села його кути, кінці:
- Низ

б) дороги:
- Центральна Дорога
- Польова Дорога
- Вомнішка
- Кривулі
- До Кубарьки

в) ґрунтовні шляхи:
- Сухаріське
- Під Селом

г) стежки:
- До Дзюря

д) кордони:
- На Граници

е) хрести:
- Камінний Хрест

є) могили:
- Три Бандери

ж) кладовища:
- На Новому Цвинтарі
- На Старому Цвинтарі

з) спусків та виїздів:
- Коло Волексового Вивозу
- Коло Вивозу

и) кар'єри:
- На Кар'єрі

і) монастирі:
- Коло Монастиря

ї) цегельні:
- На Цеглі

й) хутори:
- Верх Рощічок
- Чикільові

2.2 Мікротопоніми, пов'язані з рель'єфом місцевості
а) гори:
- Полонина

б) горби:
- Циганський Горб

в) верхи:
- Вирьх

г) скали:
- Дибря
- Скала в Дубі

д) долин:
- Долинка
- Підзакопанець
- Передолина

е) частини колгоспних чи фермерських угідь:
- На Тоці
- Бурикова Загорода
- Зайцьова Загорода
- Пикусова Загорода

є) луги, луки:
- Попівська Лука
- Мандячка
- В Полянці

ж) болотисті місцевості:
- Трясучка
- Мочярка
- Балтова Млака
- Блудниця
- Дякунова Млака
- Ростічки
- з) пасовища:
- Полонина
- Багнинка
- Дихівці
- Чищуваті
- Кіпцюваня
- Кошярки

и) вигони:
- Прогінь

и) сіножаті:
- Коло Кузні
- Коло Гамерикантового Дуба
- Коло Ткачихи
- Коло Ранюка

і) непридатні землі:
- Цілина

2.4 мікротопоніми пов'язані з водними об'єктами
а) потоки:
- Потічок

б) джерела
- Кадуб
- Під Гучком

в) струмки:
- Гіщьова
- Сотвина
- Трофинів ставок
- Трясовина

е) каналів:
- Солище

є) криниць:
- Дубова криниця
- Під Салашиками
- Коло Гутничиної Криниці
- Коло Михальової криниці

ж) місця для купань:
- В Завалині

## Відомі мешканці

### Народились
- Дністрянський Мирослав Степанович — український науковець в галузі політичної географії та геополітики, історичної географії, етно- і демогеографії.